# Bois-de-la-Pierre
Bois-de-la-Pierre – miejscowość i gmina we Francji, w regionie Oksytania, w departamencie Górna Garonna.
Według danych na rok 1990 gminę zamieszkiwało 219 osób, a gęstość zaludnienia wynosiła 30 osób/km² (wśród 3020 gmin regionu Midi-Pireneje Bois-de-la-Pierre plasuje się na 844. miejscu pod względem liczby ludności, natomiast pod względem powierzchni na miejscu 1303.).